# Codrington Island
Codrington Island är en ö i Antigua och Barbuda.   Den ligger i parishen Parish of Saint Philip, i den nordöstra delen av landet, 16 kilometer öster om huvudstaden Saint John's.